# Mission Top Secret
Mission TOP Secret (Alpha Centauri) fue una serie australiana filmada desde 1993 hasta 1996. Es una producción en la que han colaborado Australia, Europa, Japón y Sudáfrica. Se divide en dos temporadas.

## Argumento
La historia se origina cuando un inventor crea un super ordenador (llamado "Terminal") con el que quiere ayudar a los niños a aprender, dicho ordenador se localiza en el sótano de un granero, en una granja de Sídney, Australia. La niña que lo probaba (Jemma) comete un error y manda de alguna forma una señal a través de un viejo satélite abandonado llamado Alpha Centauri al ordenador de una niña (Marie) en Francia, y automáticamente se ven la una a la otra en sus respectivos monitores. El ordenador le explica a Jemma que a través del satélite puede contactar con gente de todo el mundo, y ella crea una red de niños en los diferentes países. Cada uno de ellos posee dos aparatos que los identifica como niños "Centauri", estos son un pequeño ordenador de bolsillo que se parece a una agenda electrónica, y que actúa como intercomunicador con Terminal o con los otros niños, entre otras funciones, y poseen también un colgante que es en realidad un dispositivo para ser localizados en caso de extraviarse, llamado "disco vital".
También existe un villano, llamado Neville Savage, el cual quiere robar u obtener piezas de arte, inventos, etc. a toda costa, a través de todo el mundo, y los niños centauri tendrán que evitarlo, investigando y poniendo remedio en cada caso, siempre ayudados por el inventor Sir Joshua Cranberry.
En España fue emitida a finales de 1996 en TVE 2 por las tardes y fue repuesta los fines de semana por la mañana en TVE 1. Cada capítulo se desarrollaba en una ciudad diferente del mundo. En el caso de España, el capítulo de la primera temporada se rodó en Cala Figuera (Mallorca), y el de la segunda en Madrid y Segovia.

## Primera temporada
Albert y Victoria Wiggins acaban de quedarse huérfanos, sus padres que eran investigadores y científicos han fallecido, y son acogidos por su tío, el señor Joshua. Él les llevará a vivir con él a la granja donde viven también Jemma, la chica que trabaja probando el super ordenador, y la madre de ésta, que trabaja como ama de llaves. Pronto descubrirán el secreto que se esconde en el sótano del granero, y por determinadas circunstancias, entrarán a formar parte del "club" de los niños centauri. A partir, de ahí, Albert y Vicki deberán de acompañar a su anciano tío por diferentes países para ayudar a resolver diversos problemas a los niños centauri de cada país, que a su vez colaboraran entre sí. Aunque todos estos problemas tienen el mismo origen, el malvado Savage. La misión de los niños centauri será atrapar de una vez por todas al villano.
Algunos niños centauri de la primera temporada:
- Albert Wiggins, de Australia, y viajando por el mundo.

- Vicki Wiggins, de Australia, y viajando por el mundo.

- Gemma, de Australia.

- Spike, de Australia.

- Hoshi, de Tokio, Japón.

- Francesca, de Mallorca, España.

- Marie, de Francia.

- Oliver, de Hamburgo, Alemania.

- Pierre, de Francia.

- Lucia de Suiza.

- Güido, de Suiza.

- Jan, de Varsovia, Polonia.

- Sandy.

## Segunda temporada
Neville Savage ha escapado de la cárcel, y quiere venganza contra los niños centauri, y a la vez quiere seguir con sus proyectos malvados. Spike y Sandy deberán ir a ayudar a los niños de cada país acompañados del señor Joshua, pero Savage les pondrá las cosas cada vez más difíciles. Mientras, David y Kat, que son hermanos, se han mudado con su madre a la vieja granja, y deberán arreglárselas para proteger y dirigir el cuartel general de Alpha Centauri.
Algunos niños centauri de la segunda temporada:
- Spike, de Australia, viajando por el mundo.

- Sandy, viajando por el mundo.

- David, de Australia.

- Kat, de Australia.

- Carmen, de España.

- Oliver, de Hamburgo, Alemania.

- Antonio, de origen español (Interpretado por Naím Thomas).